# Вятчанина, Ирина Германовна
Ирина Германовна Вятчанина (урожд. Урбанович; род. 3 декабря 1953, Воркута) — советский российский тренер по плаванию. Заслуженный тренер России (1998). Старший тренер сборной России по плаванию (с 2008 года). Престижным журналом «Плавание» признана тренером года (2009).

## Биография
С середины 1980-х годов руководила отбором детей в группу плавания дворца спорта посёлка Цементнозаводский (Воркута), их обучением и дальнейшей передачей в сборные команды страны. С 1999 года работает в СДЮШОР-13 Таганрога.
Наиболее успешные ученики Ирины Вятчаниной:
- Юлия Ефимова. Пришла в звании мастер спорта от её первого тренера, её отца, Андрея Ефимова[1]. Тренер до 2011 года.
- Аркадий Вятчанин. Личный тренер на протяжении спортивной биографии спортсмена.
- Анатолий Поляков
- Виктория Зейнеп Гюнеш. Личный тренер с 2015 до января 2016 года.
- Татьяна Белоногофф

## Семья
Муж — Аркадий Фёдорович Вятчанин.
- Сын — Аркадий Аркадьевич Вятчанин.
- Дочь — Алла Вятчанина.

## Цитаты
- «Мы словно живём в прошлом веке, в то время, как остальные команды уже уплыли далеко вперёд. Это очень сложно — постоянно догонять. Как только наши пловцы выходят на результаты мирового уровня, выясняется, что американцы, австралийцы и даже азиаты освоили гораздо более высокие скорости. Мы отстаём во всём: в методике тренировок, в материально-организационном обеспечении.»
- «Тренерская профессия — это не только творческая работа, но и очень „личностная“. Когда твою личность постоянно пытаются подавить, ни к чему хорошему это не приводит. Должна быть внутренняя свобода. Только тогда появится свобода мышления.»